# Ado
 （2002年10月24日—）是日本女歌手，唱見出身，所屬經紀公司為Cloud Nine。2020年於日本環球音樂（UMJ）旗下的廠牌維京音樂出道。本人的樣貌從未公諸於世，為2010年代後期日本樂壇開始竄起的「覆面系歌手」之一。

## 人物
Ado藝名源於日本古典表演藝術「狂言」中配角（Ado）一詞。在早期訪問中她提到，小學的時候，第一次聽到（仕手，主角之意）和（脇，與主角對答的配角之意，念作「Ado」）這兩個詞，是在一堂關於狂言劇目「柿山伏」的課上，「Ado」聽起來聲韻很酷，所以才選擇了這詞，且「ado」還有「辛苦」、「騷動」、「麻煩」的意思，她本人自認與自己個性很合。首張專輯就並以「狂言」命名。
Ado尊重了過去VOCALOID曲目製作者和歌手不露臉的文化，自出道以來於媒體或接受採訪時始終不露臉，僅使用由形象總監的ORIHARA所繪製的插畫。部分網路媒體報導Ado在2022年4月4日的個人演唱會上首次露臉。2023年末起，以不露臉的特殊舞台方式登上音樂節目演出。
喜歡的畫家是克洛德·莫內，喜歡的電影導演是提姆·波頓和楊·斯凡克梅耶，並且喜歡迪士尼的作品，另外也喜歡《櫻桃小丸子》和《魔法少女小圓》。

## 經歷

### 成為Vocaloid翻唱歌手至出道前
從小學一年級開始，就開始在父親的電腦上聆聽VOCALOID音樂。隨著成長到小學高年級，開始對在任天堂3DS上發佈的軟體「Niconico動畫」和「うごくメモ帳」中以不露臉的方式活動的歌手文化產生興趣。
2017年1月10日，在Niconico動畫上傳了VOCALOID翻唱曲，並作為翻唱歌手活躍。
2019年12月23日，參加了くじら發行的限定歌曲《金木犀》。
2020年3月29日，作為歌手参加了發行限定版的jon-YAKITORY的歌曲。在日本Spotify的國內中毒性音樂排行榜（日語：国内バイラルチャート）上獲得了第一名。同年5月參與了波麗佳音的企劃專輯PALETTE4，並以數位限定形式發行了 syudou 的和獅子志司的這兩首歌曲。

### 出道後－至今

#### 2020年
10月15日，發表了將從環球音樂正式出道的消息，同月23日發行了 Vocaloid P 的 syudou 新寫的《煩死了》。在自己的 YouTube 頻道公開的該作品的音樂影像，在同年11月14日時達成了總播放次數500萬次的記錄。第二年1月23日時總播放次數達到4000萬次。3月底時超過1億次。
12月24日，發表網路串流限定第二作單曲。作詞作曲由Vocaloid P的Three擔當。

#### 2021年
1月22日，Ado 在朝日電視台的節目《MUSIC STATION》接受了電話訪問，這是她第一次在電視上亮相。同年1月23日，《煩死了》的總播放次數達到了4000萬次。
2月14日，發表網路串流限定第三作單曲《閃閃發光》。作詞、作曲由Vocaloid P 負責。圖像、影片則由負責。
2月18日，Ado的YouTube頻道突破100萬人訂閱。
3月15日，Billboard Japan Hot 100榜單中，《煩死了》首次獲得綜合排行榜冠軍。
3月20日，YouTube上《煩死了》的MV觀看次數突破了1億次。從公開到達到1億次觀看僅用了 148 天，創下歷年來第 7 快的紀錄。
3月29日，Billboard JAPAN榜單中，《煩死了》的串流累計播放次數突破了1億次。在榜17週後達到1億次觀看，成為歷代第6快的紀錄，也是記錄中最年輕的歌手。
4月27日，發表網路串流限定第四作單曲《起舞》。作詞由Vocaloid P DECO*27擔任，作曲、編曲則由Giga和TeddyLoid擔任。單曲封面設計、角色設計及 MV 圖像則由繪師擔任。
6月14日，發表網路串流限定第五作單曲。作詞、作曲由Vocaloid P biz擔任。
6月19日，在Tama Home的新廣告「ハッピーソングAdo篇」中演出歌唱。
12月1日，歌曲《煩死了》在當年度「新語・流行語大賞」入選前十名。
12月30日，在第63回日本唱片大獎獲得了特別賞。為了紀念得獎，將三首歌曲分別是《煩死了》、《起舞》、《閃閃發光》錄製混音MV。

#### 2022年
1月26日，首張專輯《狂言》發行，收錄出道曲〈煩死了〉、〈Readymade〉、〈閃閃發光〉、〈起舞〉、〈夜色皮耶羅〉、電影《輝夜姬想讓人告白 FINAL》插入曲〈好想你〉，以及人氣日劇《派遣女醫Ｘ》最新一季主題曲〈小阿修羅〉7首歌，另外還有由まふまふ擔任作詞作曲編曲的日劇《Doctor White》主題曲〈名為心的不可解〉等新曲共計14首作品。
4月4日，於Zepp DiverCity舉行單獨公演『喜劇』。
8月6日，擔綱日本動畫《海賊王》劇場版《ONE PIECE FILM RED》角色美音的歌唱配音，兼任主題曲劇中曲目演唱。
8月10日，《海賊王》劇場版《ONE PIECE FILM RED》劇中曲目專輯《ウタの歌 ONE PIECE FILM RED》發行，其中「新時代」成為日本歌曲首次在 Apple Music 全球排行榜中登上第一名。另外，這張專輯中的所有8首歌曲都入選了排行榜，「新時代」、「我最強」、「逆光」和「ウタカタララバイ」這四首歌曲進入了前十名。
8月11日，舉行第二次個人演唱會並登上埼玉超級競技場開唱。Ado曾經說過夢想是希望有一天能在埼玉超級競技場舉辦演唱會，讓粉絲把整個場地填滿。
10月24日，20歲生日當天宣布加入環球集團旗下的美國廠牌 Geffen Records，進軍美國市場。
12月30日，首次在COUNTDOWN JAPAN 22/23音樂節上作為EARTH STAGE第三天的表演者登場。

#### 2023年
1月10日，Ado宣布將展開日本全國11場巡演演唱會《Ado 全國巡迴演唱會2023『火星』》。
6月27日，演唱TBS電視台的週二連續劇《18／40～兩人的夢想與愛情～》的主題曲。曲名為《向日葵》。
7月11日，網路發表了上述連續劇的主題曲《向日葵》，同時也公開了MV。
8月7日，發表新曲《唱》並作為日本環球影城的廣告曲。作詞由FAKE TYPE.的TOPHAMHAT-KYO負責，作曲、編曲則由當時製作《起舞》的 Giga 和 TeddyLoid 負責。
10月24日，發表將於隔年4月27、28日在國立競技場舉辦演唱會的消息，使其成為第一位在此日本指標場地開唱的女性藝人。
10月5日，發布網路串流單曲〈目眩神迷〉，並作為電視動畫《間諜家家酒》第二季的片頭曲。
12月31日，第74回NHK紅白歌合戰 初登場，演唱《唱》。

#### 2024年
4月27日，Ado宣布進行首次日本全國競技場巡演「Ado JAPAN TOUR 2024『モナ・リザの横顔』」
6月26日，由Ado擔任製作人的5人女子偶像團體「怪忌蝶」（Phantom Siita）出道，並將於11月在武道館演出。
10月24日，Ado在22歲生日當天宣布舉辦第二場世界巡迴演唱會「Ado WORLD TOUR 2025 'Hibana'」。此次巡演將自日本埼玉超級競技場啟動，並橫跨全球多個城市。Ado表示，希望展現自首次世界巡演以來的成長，並帶來迄今為止最耀眼的演出。

## 音乐作品

### 翻唱作品
| 投稿時間                    | 標題                         | 作曲               |
| --------------------------- | ---------------------------- | ------------------ |
| 2017年1月10日/2021年1月10日 | 君の体温                     | クワガタP          |
| 2017年4月12日               | スターナイトスノウ           | n-buna、Orangestar |
| 2017年6月2日                | Strangers                    | ヘブンズP          |
| 2017年8月16日/2018年3月2日  | キライ・キライ・ジガヒダイ！ | 和田たけあき       |
| 2017年12月7日/2019年5月1日  | 愛及屋烏                     | バルーン           |
| 2018年8月26日               | メーベル                     | バルーン           |
| 2018年8月26日               | 妄想感傷代償連盟             | DECO*27            |
| 2018年9月7日                | メルティランドナイトメア     | はるまきごはん     |
| 2022年7月24日               | 神っぽいな                   | ピノキオピー       |
| 2022年7月24日               | 罪と罰                       | 椎名林檎           |
| 2022年10月24日              | プリキュア5、スマイル go go! | 岩切芳郎           |
| 2023年3月10日               | Overdose                     | なとり             |

### 專輯
| 发布日期       | 專輯名称                    | 最高位        | 最高位 | 銷量與備註         |
| 发布日期       | 專輯名称                    | Japan Hot 100 | Oricon | 銷量與備註         |
| -------------- | --------------------------- | ------------- | ------ | ------------------ |
| 2022年1月26日  | 狂言                        | 第1名         | 第1名  | 首張原創專輯       |
| 2022年8月10日  | ウタの歌 ONE PIECE FILM RED | 第1名         | 第2名  | 首張電影原聲帶專輯 |
| 2023年12月13日 | Adoの歌ってみたアルバム     | 第1名         | 第2名  | 首張翻唱專輯       |
| 2024年7月10日  | 殘夢                        | 第1名         | 第1名  | 第二張原創專輯     |
| 2025年4月9日   | Ado's Best Adobum           | 第2名         | 第1名  | 第一張精選專輯     |

### 單曲
|         | 發布日期 | 發布日期      | 歌名名稱                              | 規格     | 日本告示牌最高位 | 日本告示牌最高位 | 日本告示牌最高位 | 收錄專輯                    |
| 年      | 月日     | Japan Hot 100 | 歌名名稱                              | 規格     | DL               | ST               |                  | 收錄專輯                    |
| ------- | -------- | ------------- | ------------------------------------- | -------- | ---------------- | ---------------- | ---------------- | --------------------------- |
| 1st     | 2020年   | 10月23日      | 煩死了                                | 數位下載 | 第1名            | 第1名            | 第2名            | 狂言                        |
| 2nd     | 2020年   | 12月24日      | レディメイド(Readymade)               | 数位下载 | 第65名           | 第26名           | 第92名           | 狂言                        |
| Remix   | 2021年   | 2月5日        | 煩死了（Giga Remix）                  | 数位下载 | N/A              | N/A              | N/A              | 狂言                        |
| 3rd     | 2021年   | 2月14日       | ギラギラ(閃閃發光)                    | 数位下载 | 第12名           | 第6名            | 第18名           | 狂言                        |
| 4th     | 2021年   | 4月27日       | 起舞                                  | 数位下载 | 第4名            | 第2名            | 第7名            | 狂言                        |
| 5th     | 2021年   | 6月14日       | 夜のピエロ(暗夜的小丑)                | 数位下载 | 第13名           | 第2名            | 第41名           | 狂言                        |
| Remix 2 | 2021年   | 7月29日       | 暗夜的小丑（TeddyLoid Remix）         | 数位下载 | N/A              | N/A              | N/A              | 狂言                        |
| 6th     | 2021年   | 8月12日       | 会いたくて(想見你)                    | 数位下载 | 第27名           | 第3名            | 第63名           | 狂言                        |
| Remix 3 | 2021年   | 8月31日       | 起舞 (Bon-Odo Remix)                  | 数位下载 | N/A              | N/A              | N/A              | 狂言                        |
|         | 2021年   | 9月30日       | 会いたくて (Piano & Strings Ver.)     | 数位下载 | N/A              | N/A              | N/A              | 狂言                        |
| 7th     | 2021年   | 10月28日      | 阿修羅ちゃん(小阿修羅)                | 数位下载 | 第5名            | 第2名            | 第17名           | 狂言                        |
| 先行    | 2022年   | 1月17日       | 名為心的不可解                        | 数位下载 | 第11名           | 第4名            | 第25名           | 狂言                        |
| 8th     | 2022年   | 3月14日       | 永遠のあくる日(永遠的明天)            | 数位下载 | 第35名           | 第4名            | -                | 残夢                        |
| 9th     | 2022年   | 6月8日        | 新時代                                | 数位下载 | 第1名            | 第1名            | 第1名            | 美音之歌 ONE PIECE FILM RED |
| 10th    | 2022年   | 6月22日       | 我最強                                | 数位下载 | 第2名            | 第4名            | 第2名            | 美音之歌 ONE PIECE FILM RED |
| 11th    | 2022年   | 7月6日        | 逆光                                  | 数位下载 | 第2名            | 第2名            | 第2名            | 美音之歌 ONE PIECE FILM RED |
| 先行    | 2022年   | 8月6日        | ウタカタララバイ(泡沫搖籃曲)          | 数位下载 | 第4名            | 第18名           | 第3名            | 美音之歌 ONE PIECE FILM RED |
| 先行    | 2022年   | 8月10日       | 世界のつづき(世界的延續)              | 数位下载 | 第12名           | -                | -                | 美音之歌 ONE PIECE FILM RED |
| 先行    | 2022年   | 8月10日       | Tot Musica(消逝之歌)                  | 数位下载 | 第6名            | -                | -                | 美音之歌 ONE PIECE FILM RED |
| 先行    | 2022年   | 8月24日       | 風のゆくえ(風之去向)                  | 数位下载 | 第10名           | -                | -                | 美音之歌 ONE PIECE FILM RED |
| 12th    | 2022年   | 9月19日       | リベリオン(Rebellion/反抗)            | 数位下载 | 第20名           | 第3名            | 第58名           | 残夢                        |
| 13th    | 2022年   | 10月10日      | 行方知れず(下落不明)                  | 数位下载 | 第25名           | 第10名           | 第78名           | 残夢                        |
| 14th    | 2023年   | 2月20日       | アタシは問題作(我是話題作)            | 数位下载 | 第27名           | 第2名            | 第66名           | 残夢                        |
| 15th    | 2023年   | 5月9日        | いばら(野薔薇)                        | 数位下载 | 第38名           | 第5名            | -                | 残夢                        |
| 16th    | 2023年   | 7月11日       | 向日葵                                | 数位下载 | 第19名           | 第4名            | 第18名           | 残夢                        |
| 17th    | 2023年   | 9月6日        | 唱                                    | 數位下載 | 第1名            | 第2名            | 第1名            | 残夢                        |
| 18th    | 2023年   | 9月18日       | DIGNITY(尊嚴)                         | 數位下載 | 第34名           | 第4名            | -                | 残夢                        |
| 19th    | 2023年   | 10月5日       | 目眩神迷                              | 數位下載 | 第10名           | 第3名            | 第19名           | 残夢                        |
| 20th    | 2023年   | 10月14日      | オールナイトレディオ(All Night Radio) | 數位下載 | 第99名           | 第11位           | -                | 残夢                        |
| 先行    | 2023年   | 11月15日      | unravel                               | 數位下載 | 第50名           | 第5名            | 第71名           | Adoの歌ってみたアルバム     |
| 先行    | 2023年   | 11月29日      | ブリキノダンス(馬蹄鐵之舞)            | 數位下載 | 第88名           | 第6名            | 第95名           | Adoの歌ってみたアルバム     |
| 21st    | 2024年   | 1月31日       | ショコラカタブラ(Chocolat Catabra)    | 數位下載 | 第22名           | 第4名            | 第61名           | 残夢                        |
| 22nd    | 2024年   | 2月23日       | Value                                 | 數位下載 | 第45名           | 第10名           | 第82名           | 残夢                        |
| 23rd    | 2024年   | 5月31日       | MIRROR                                | 數位下載 | 第44名           | 第7名            | 第88名           | 残夢                        |
| 24th    | 2024年   | 7月5日        | ルル(RuLe)                            | 數位下載 | 第40名           | 第12名           | 第82名*          | 残夢                        |
| 25th    | 2024年   | 10月14日      | 初夏                                  | 單曲CD   | 第63名           | 第5名            | -                | Ado's Best Adobum           |
| 26th    | 2024年   | 11月1日       | きっとコースター                      | 數位下載 | 第14名           | -                | -                | 未收錄                      |
| 27th    | 2024年   | 12月6日       | Episode X                             | 數位下載 | 第39名           | 第2名            | 第72名           | Ado's Best Adobum           |
| 28th    | 2025年   | 1月24日       | エルフ(精靈)                          | 數位下載 | 第44名           | 第6名            | 第51名           | Ado's Best Adobum           |
| 29th    | 2025年   | 3月10日       | わたしに花束                          | 數位下載 | 第40名           | 第4名            | 第89名           | Ado's Best Adobum           |

### 参与乐曲
| 发布日期       | 艺人                                  | 歌曲名称                                             | 备注   |
| -------------- | ------------------------------------- | ---------------------------------------------------- | ------ |
| 2019年12月23日 | くじら                                | 「金木犀 feat. Ado」                                 | [ 10 ] |
| 2020年2月2日   | M.A.K.E.vortex                        | '20KYO                                               |        |
| 2020年2月24日  | 水槽                                  | SLEEP WITH SHEEP (feat.Ado)                          |        |
| 2020年3月29日  | jon-YAKITORY                          | 「シカバネーゼ feat. Ado」                           | [ 11 ] |
| 2020年5月11日  | 吐息                                  | 「ANEMONE (feat. Ado)」                              |        |
| 2020年6月30日  | 南雲ゆうき                            | 「Stick Candy (feat. Ado)」                          |        |
| 2020年8月14日  | biz                                   | 「東亰カニバリズム biz feat Ado」                    |        |
| 2020年8月28日  | jon-YAKITORY                          | 「イート feat.Ado」                                  |        |
| 2020年9月11日  | biz                                   | 「フロイトメタ biz feat Ado」                        |        |
| 2020年9月21日  | Linmu                                 | 「お洒落番長 (feat. Ado)」                           |        |
| 2020年9月23日  | 泣き虫☔︎                              | 「Shake It Now. (feat. Ado)」                        |        |
| 2020年12月11日 | jon-YAKITORY                          | 「フェイキング・オブ・コメディ feat.Ado」            |        |
| 2020年12月12日 | 柊キライ                              | 「ラブカ？ (feat. Ado)」                             |        |
| 2021年2月1日   | ミコ吉                                | 「Radio Noise (feat. Ado)」                          |        |
| 2021年3月6日   | Hosomichi Okuno / おくのほそみち      | 「フールフールフール」feat.Ado                       |        |
| 2021年9月17日  | jon-YAKITORY                          | 「蝸旋 (feat. Ado)」                                 |        |
| 2021年12月29日 | 黒うさP                               | 「千本桜 (Cover)」                                   |        |
| 2022年3月30日  | まふまふ トリビュートアルバム〜転生〜 | 「立ち入り禁止」                                     |        |
| 2023年8月8日   | LE SSERAFIM                           | UNFORGIVEN (feat. Nile Rodgers, Ado) -Japanese ver.- | [ 59 ] |
| 2023年11月15日 | TK from 凜冽時雨                      | 【Ado】unravel 歌いました                            |        |

## 媒體演出

### 廣播節目
- Ado的All Night Nippon（日语：Adoのオールナイトニッポン）（日本放送，2023年4月4日 - 2024年3月26日）

### 獎項
| 年度 | 獎項                              | 類別                                                       | 結果 |
| ---- | --------------------------------- | ---------------------------------------------------------- | ---- |
| 2022 | Billboard JAPAN MUSIC AWARDS 2022 | Artist of the Year                                         | 獲獎 |
| 2022 | Billboard JAPAN MUSIC AWARDS 2022 | Download Albums of the Year「美音之歌 ONE PIECE FILM RED」 | 獲獎 |
| 2022 | 日本金唱片大獎                    | best 5 new artists (邦樂)                                  | 獲獎 |
| 2023 | 日本金唱片大獎                    | 特別賞                                                     | 獲獎 |
| 2023 | 日本金唱片大獎                    | best 3 songs by download 「新時代」                        | 獲獎 |
| 2023 | 日本金唱片大獎                    | best 3 songs by streaming 「新時代」「我最強」             | 獲獎 |
| 2023 | 日本金唱片大獎                    | 年度原聲帶專輯 「美音之歌 ONE PIECE FILM RED」             | 獲獎 |
| 2024 | 日本金唱片大獎                    | best 3 songs by download 「唱」                            | 獲獎 |
| 2024 | 日本金唱片大獎                    | best 5 songs by streaming 「唱」                           | 獲獎 |
| 2024 | 日本金唱片大獎                    | 年度企劃專輯 『Adoの歌ってみたアルバム』                   | 獲獎 |